# Blödticka
Blödticka (Postia fragilis) är en svampart som först beskrevs av Elias Fries, och fick sitt nu gällande namn av Jülich 1982. Postia fragilis ingår i släktet Postia och familjen Fomitopsidaceae.   Inga underarter finns listade i Catalogue of Life.
I den svenska databasen Dyntaxa används istället namnet Oligoporus fragilis för samma taxon.  Arten är reproducerande i Sverige.